# Гуи, Витторио
Витто́рио Гу́и (итал. Vittorio Gui; 14 сентября 1885[…], Рим — 17 октября 1975, Фьезоле, Тоскана) — итальянский дирижёр и композитор. Стоял у истоков музыкального фестиваля «Флорентийский музыкальный май», одного из первых в Италии. Площадь, где расположена опера Флоренции, ныне носит его имя.

## Биография
Витторио Гуи родился в Риме, в детстве обучался игре на фортепиано. Получил гуманитарное образование в Римском университете, изучал композицию в Академии св. Цецилии под руководством Джакомо Сетаччоли и Станислао Фальки.
В 1907 году в состоялась премьера его первой оперы «Давид». В этом же году состоялось первое выступление в качестве дирижёра в опере Понкьелли «Джоконда», затем последовали приглашения в Неаполь и Турин. В 1923 году по приглашению А. Тосканини в театре Ла Скала Гуи дирижировал оперой Р. Штрауса «Саломея». В 1925—1927 годах дирижировал в туринском Театро Реджио, здесь состоялась премьера его второй оперы Fata Malerba. Затем в 1928—1943 годах был дирижёром Театра Коммунале во Флоренции. Витторио Гуи стал основателем в 1933 году фестиваля «Флорентийский музыкальный май» и возглавлял его до 1943 года. На фестивале дирижировал такими редко исполняемыми операми, как «Луиза Миллер» Верди, «Весталка» Спонтини, «Медея» Керубини, «Армида» Глюка. Гуи вновь представил публике давно не исполнявшиеся симфонические произведения Г. Пёрселла, Л. Керубини и других. В 1933 году по приглашению Бруно Вальтера участвовал в Зальцбургском фестивале. В 1935 году выступал в Советском Союзе. В 1938 году стал постоянным дирижёром Лондонской королевской оперы.
В послевоенный период деятельность Гуи главным образом была связана с Глайндборнским фестивалем. Здесь дирижёр дебютировал с оперой Моцарта «Так поступают все» и в 1952 году стал музыкальным руководителем фестиваля. Эту должность Гуи занимал до 1963 года, а затем до 1965 был художественным консультантом фестиваля. Среди наиболее значимых работ Гуи в Глайндборне «Золушка», «Севильский цирюльник» и другие оперы Россини. Гуи много выступал в крупнейших театрах Италии и мира. Среди его постановок «Аида», «Мефистофель», «Хованщина», «Борис Годунов». «Норма» с Марией Каллас в Ковент-Гарден в 1952 году произвела фурор.
Витторио Гуи широко известен также исполнениями симфонических произведений, в особенности Равеля, Р. Штрауса, Брамса. Гуи дирижировал концертным циклом всех оркестровых и хоровых произведений Брамса, посвященным 50-летней годовщине со дня смерти композитора в 1947 году.